# Anton Hellberg
Anton Hellberg, född 25 maj 1992 i Skövde, är en svensk handbollsmålvakt.
Hellberg blev uppflyttad från IFK Skövdes juniorlag inför säsongen 2010/2011.  2012 började han spela för VästeråsIrsta HF i elitserien. Västerås blev nedflyttade och Anton Hallberg spelade tre säsonger i allsvenskan innan han 2016 bytte klubb till Hammarby och det blev spel på högsta nationella nivå igen. Efter tre bra säsonger i Hammarby åkte klubben 2019 ner i allsvenskan. Under våren 2019 bytte Anton Hellberg klubb från Hammarby till HK Malmö kommande säsong.
.Han har även spelat med i Sveriges U19-landslag. 2011 var han med och tog brons i U-19 VM i Argentina.

## Meriter
- VM-brons med Sveriges U-19 herrlandslag i handboll 2011

### Fotnoter
1. ↑  ”Anton Hallberg spelarpresentation”. Västerås Irsta. Arkiverad från originalet den 11 oktober 2019. https://web.archive.org/web/20191011100343/https://www.laget.se/VIHFHERR/News/3685949/VI-presenterar-herrlagets-spelartrupp-Anton-Hellberg. Läst 11 oktober 2019.
2. ↑  okänd (30 juni 2017-). ”Därför hyllar Hammarbys målvakt MDH:s elitsatsning: ”Blir jätteviktigt””. Mälardalens högshola. https://www.mdh.se/utbildning/innan-du-borjar/hogskolestudier/elitidrott/darfor-hyllar-hammarbys-malvakt-mdh-s-elitsatsning-blir-jatteviktigt-1.92325. Läst 11 oktober 2019.[död länk]
3. ↑  Johan Flink (12 februari 2019). ”HK Malmö värvar ny målvakt”. Aftonbladet. https://www.aftonbladet.se/sportbladet/a/XwX7L7/hk-malmo-varvar-ny-malvakt. Läst 11 oktober 2019.
4. ↑  okänd (21 augusti 2011). ”Hellberg i målet då Sverige tog brons”. SR P4 Skarborg. https://sverigesradio.se/sida/artikel.aspx?programid=97&artikel=4656090. Läst 11 oktober 2019.